# Charles Henri de Estaing

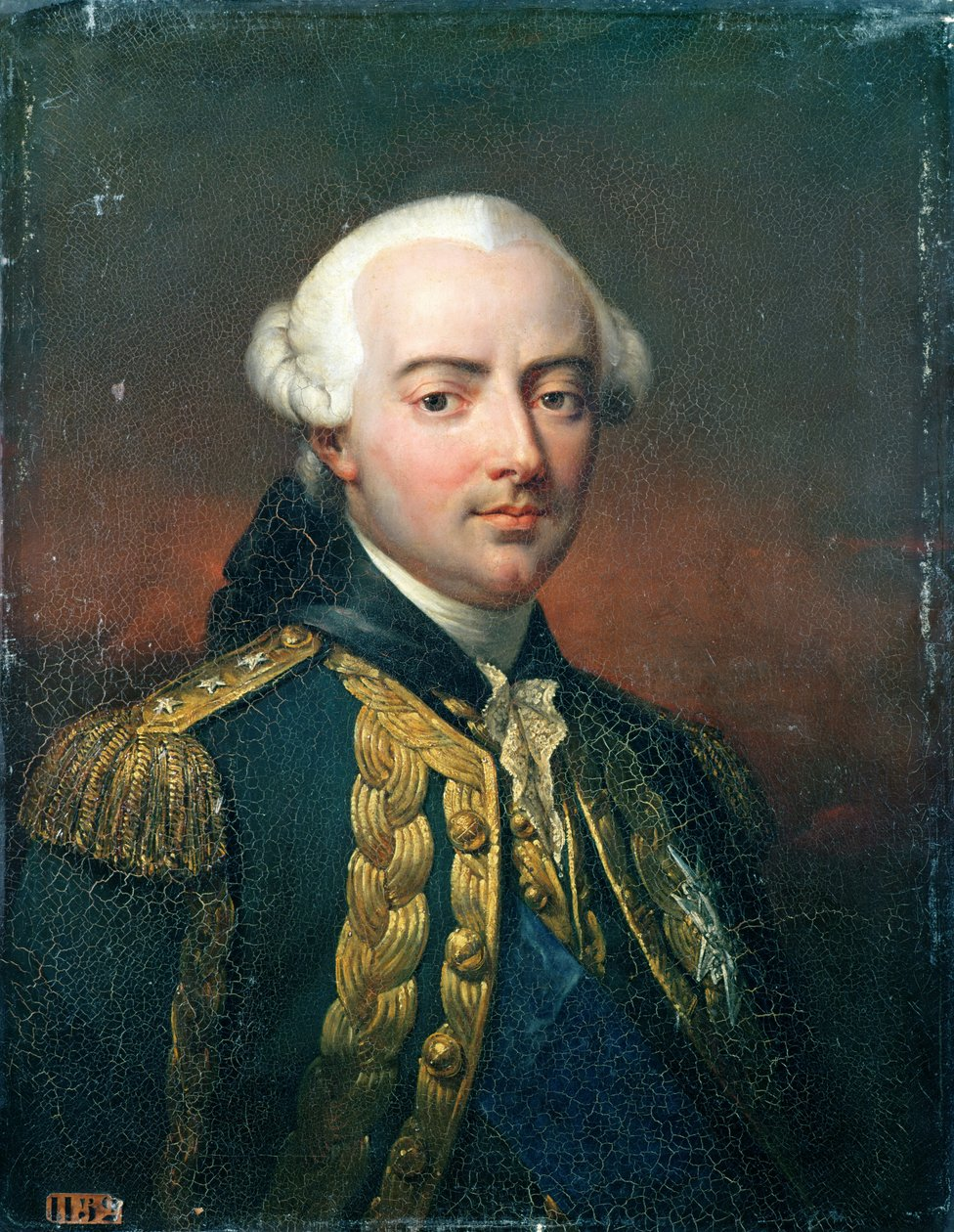
Charles Henri d'Estaing.

Charles Henri Théodat d'Estaing, marqués de Saillans, conde d'Estaing, vizconde de Ravel, nacido en el castillo de Ravel (Francia), (Puy-de-Dôme, Auvernia) el 24 de noviembre de 1729 y guillotinado en París el 28 de abril de 1794, fue un almirante francés.

## Biografía
Charles Henri Théodat d'Estaing, fue hijo de Charles-François d'Estaing, marqués de Saillans, y de su primera mujer, Marie-Henriette Colbert, descendiente de un hermano menor del célebre ministro de Luis XIV, Jean-Baptiste Colbert. Fue heredero de la rama mayor de los condes d'Estaing y propietario del castillo de Estaing, luego del fallecimiento, en 1729, de su primo François d'Estaing.
En 1746 se casó con Sophie Rousselet de Crozon (1727-1792), quien le dio un único hijo, fallecido accidentalmente a la edad de doce años. No teniendo descendencia, hace legitimar en 1768 a su media hermana Lucie Madeleine d'Estaing (1743 -1826 y de la cual es padrino), le dona el castillo de Ravel (Francia) y la hace su heredera

## Sus primeros años como militar
En un principio oficial de infantería, obtiene de ministro Choiseul ser transferido a la marina en la misma época que Bougainville. 
Participa en las batallas de Rocourt y de Lauffeld en 1746 y 1747. Es enviado a la India con Thomas Arthur de Lally-Tollendal en los años 1757 y 1758. Solicita servir en el mar en 1759. Herido en Madras en 1758, es hecho prisionero una primera vez por los ingleses y luego liberado bajo palabra. A pesar de la palabra empeñada, toma nuevamente las armas y es capturado nuevamente. Esta vez, su suerte está echada. Conforme a las leyes de la guerra, está destinado a la horca. Sin embargo, reclamado por Versalles en razón de su nacimiento, es liberado y hecho portador de propuestas de negociar la paz. De regreso a París en 1762, obtiene de Choiseul la promoción a teniente general de los ejércitos navales. 

## Laguerra de Independencia de Estados Unidos
Nombrado vicealmirante de los mares de Asia y de América en 1777, toma parte activa en la guerra mencionada como parte de las fuerzas navales y terrestres enviadas por Francia en ayuda de su aliado americano. Parte hacia América el 13 de abril y entre el 11 y el 22 de julio, bloquea a Lord Howe en Sandy Hook, la entrada al puerto de Nueva York, pero no se decide a atacarlo al no poder despejar la entrada de la bahía a pesar de tener fuerzas superiores.

### Newport, Rhode Island

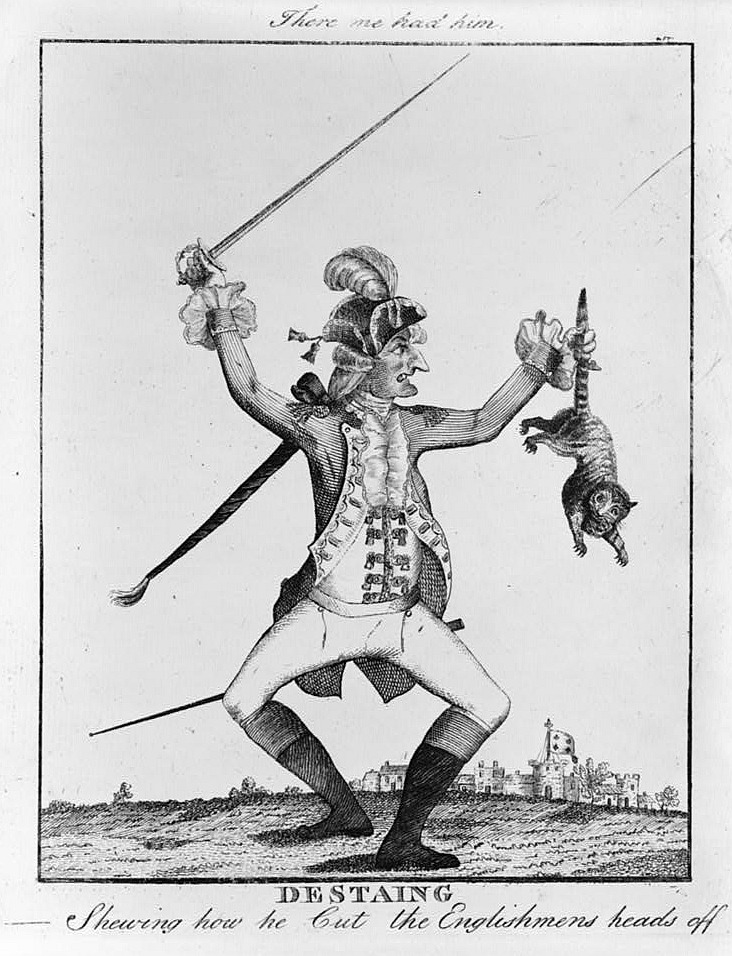
Caricatura inglesa de d'Estaing mostrando "como corta la cabeza a los ingleses".

En cooperación con generales americanos, planea un ataque a Newport, Rhode Island, en preparación del cual obliga a los británicos a destruir algunos buques de guerra que se encuentran en el puerto. Antes de que tenga lugar el ataque proyectado, pone proa al mar contra la flota inglesa al comando de Lord Howe. En esos días, una violenta tempestad se inicia en forma súbita y obliga a las dos flotas a separarse antes de iniciar el combate. Como consecuencia de la tempestad muchos de sus buques quedan tan maltrechos que d'Estaing considera necesario entrar a Boston para reparaciones. En julio de 1778 se le ordena volver a Francia para hacer reparar sus buques, pero se entera de que los insurgentes americanos, que acaban de perder Georgia, se encuentran en una situación desesperada y piden socorro a la flota francesa. D'Estaing decide ayudarlos pero se encuentra en serias dificultades por el mal tiempo. 

### En el Caribe
El 4 de noviembre de 1778 navega hacia las Indias Occidentales. Estando en dificultades, el almirante d'Estaing pide refuerzos. Se le unen tres divisiones, colocadas bajo las órdenes del conde François Joseph Paul de Grasse, de La Motte-Picquet y de Vaudreuil. La división confiada a de Grasse se compone de cuatro navíos, Le Robuste en el que enarbola su insignia, Le Magnifique, Le Dauphin y Le Vengeur. D'Estaing dispone de una flota poderosa y puede comprometerse en nuevos combates. Luego de un débil intento de retomar Santa Lucía del almirante Barrington, capturó San Vicente y Grenada. 
El 6 de julio de 1779, libra el Combate de Grenada contra el almirante Byron, quien se retira a Saint Christopher. Aunque superior en fuerzas, d'Estaing no ataca a los ingleses en su fondeadero sino que se dirige a atacar Savannah. 

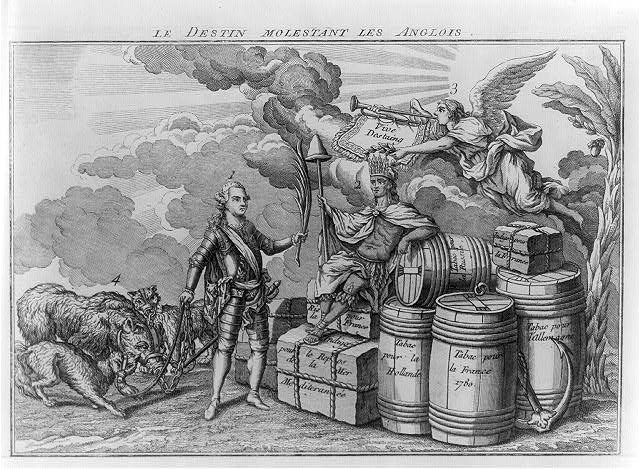
Caricatura americana con título: "El Destino molestando a los ingleses", en la que d'Estaing honra a América, representada por un jefe indígena que tiene en su mano derecha una pica con un gorro frigio y usa como trono cajas con distintas mercaderías del continente. Este jefe es coronado por un ángel de cuya trompeta sale una bandera donde se lee "Viva d'Estaing". El almirante sostiene con unas riendas a los ingleses, representados como animales.

### El sitio de Savannah

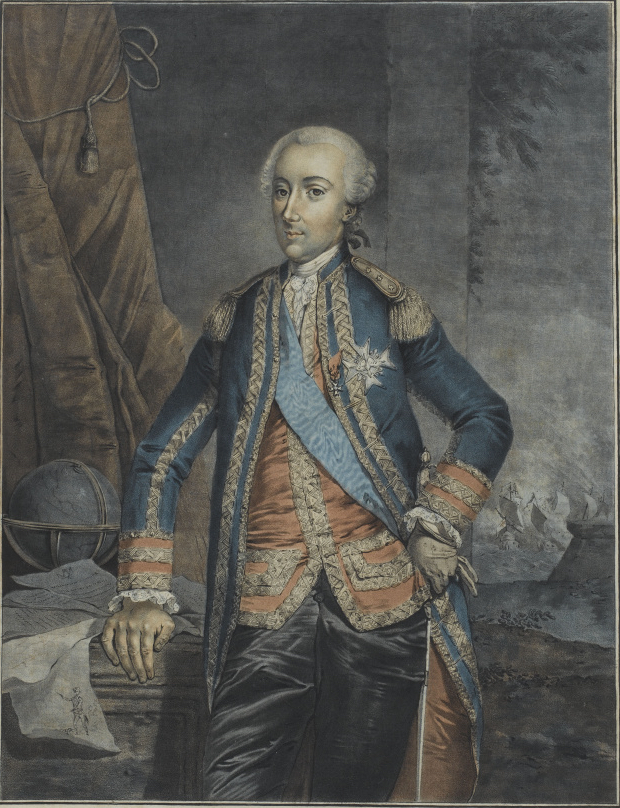
El Almirante conde d'Estaing.

El sitio fue un intento conjunto franco-americano para retomar Savannah, desde el 16 de septiembre al 18 de octubre de 1779. Todos sus intentos contra esta ciudad, así como los de los americanos, son rechazados con fuertes pérdidas. D'Estaing es herido mientras encabezaba un ataque terrestre. El 9 de octubre fracasó el ataque más importante ataque contra las defensas británicas y los aliados debieron retirarse. Con este fracaso el sitio falló y los británicos continuaron controlando la costa de Georgia hasta julio de 1782, cerca ya del final de la guerra. 
Luego de haber sufrido grandes daños, d'Estaing decide dirigirse a Francia, dejando el comando de las fuerzas navales de las Antillas al jefe de escuadra de Grasse.

### Críticas a d'Estaing y justificaciones
Su accionar durante el primer período de la guerra de independencia americana es enérgicamente discutido por sus jefes subordinados, los que, en general, tuvieron por su parte un papel glorioso en los combates. En sus cartas se advierte que todos concuerdan en la inexperiencia de su almirante. El valor personal de d'Estaing estaba fuera de duda como quedó demostrado varias veces, incluyendo sus heridas durante un ataque frontal en el sitio de Savannah. Hubo quienes atribuyeron sus fracasos a un estilo autocrático, totalmente opuesto al del conde de Rochambeau. También se los atribuyó a su proveniencia del ejército de tierra, con cierta debilidad en su formación naval. Por otra parte, debe hacerse notar que d'Estaing debió actuar simultáneamente como general en jefe de las tropas terrestres y almirante de la escuadra, mientras que -años después- el conde de Rochambeau y el almirante de Grasse ejercieron esas funciones separadamente. Adicionalmente, d'Estaing no tuvo oportunidad de efectuar mucha planificación conjunta con los americanos como sí pudieron los comandantes posteriores. Sin dudas, el conde de Rochambeau y el almirante de Grasse se beneficiaron, en los años 1780 y 1781 de las duras experiencias de d'Estaing.

## Retorno a Francia
Retornado a Francia en 1780 con reputación de perdedor, Charles Henri d’Estaing pierde apoyos en la corte. Tres años más tarde, sin embargo, fue colocado a la cabeza de una flota franco-española reunida frente a Cádiz, pero no hubo operaciones porque se firmó la paz. Por ese entonces fue nombrado grande de España. Posteriormente es designado gobernador de la provincia francesa de Touraine. 
Participa en las asambleas de notables de 1787 -en la que sostiene la política de Charles Alexandre de Calonne- y de 1788. El tratado de comercio firmado por Calonne con Inglaterra es un juego de engaños: la Gran Bretaña de William Pitt no ha conseguido vengarse del rey de Francia por haberle hecho perder sus colonias americanas y el tratado no es más que una argucia dilatoria para preparar mejor esa venganza. La Revolución francesa de 1789 se convierte inesperadamente en una ayuda para los británicos, ya que al destruir a la nobleza francesa que era el corazón de la marina real, permite el predominio inglés. Este desmantelamiento de la marina francesa tardará años en revertirse y es la razón de la debilidad naval que siempre tuvo el Primer Imperio francés y que conducirá a Trafalgar.

## Bajo la Revolución Francesa
Nombrado comandante de la Guardia Nacional (1789) de Versailles luego de la toma de la Bastilla, el 14 de julio de 1789, no reprime a la muchedumbre durante las jornadas del 5 y 6 de octubre de 1789 y acompaña al rey a París. Poco después, renuncia a sus funciones. En sus ratos de ocio escribió un poema, Le Rêve (El sueño) (1755); una tragedia, Les Thermopyles (Las Termópilas) (1789) y un libro sobre las colonias.
El 14 de julio de 1790 participa en la Fiesta de la Federación vestido de uniforme. Desaprueba la fuga de Luis XVI que terminaría con la detención de Varennes, en junio de 1791. Presta voluntariamente el juramento cívico. Intenta infructuosas gestiones ante el ministerio de Marina y sólo obtiene el título de almirante en enero de 1792. Convocado como testigo en el proceso de María Antonieta en octubre de 1793, declara haber tenido motivos de queja de la reina pero se abstiene de acusarla.

## Detención y muerte
Arrestado en marzo de 1794, es acusado de complicidad en una supuesta "conspiración del 6 de octubre". 
Sabiéndose condenado a muerte rehúsa defenderse y enumera sus actos de servicio. 
Antes de ser ejecutado pronuncia una frase que se haría célebre: "Quand vous aurez fait tomber ma tête, envoyez là aux Anglais, ils la paieront cher!. ("Cuando hayáis hecho caer mi cabeza, enviadla a los ingleses; os la pagarán caro." Es guillotinado el 28 de abril de 1794.